# Astraxanovka
Astraxanovka (ryska: Астрахановка) är en ort i Azerbajdzjan.   Den ligger i distriktet Oğuz Rayonu, i den centrala delen av landet, 200 kilometer väster om huvudstaden Baku. Astraxanovka ligger 383 meter över havet och antalet invånare är 587.
Terrängen runt Astraxanovka är kuperad söderut, men norrut är den platt. Närmaste större samhälle är Ağdaş, 16,6 kilometer söder om Astraxanovka. 
I omgivningarna runt Astraxanovka växer huvudsakligen savannskog. Runt Astraxanovka är det ganska tätbefolkat, med 58 invånare per kvadratkilometer.